# 奧列克西伊夫卡 (別爾哥羅德-德涅斯特羅夫斯基區)
46°7′16″N 30°3′54″E / 46.12111°N 30.06500°E
阿列克西伊夫卡（烏克蘭語：Олексіївка）是位於烏克蘭西南部的村莊，由敖德萨州裡比爾霍羅德-德涅斯特羅夫斯基區的馬拉茲利伊夫卡市鎮負責管轄。該村始建於1824年，面積0.54平方公里，2001年人口1,695，人口密度每平方公里3,138.89人。